# Acid techno
Pour les articles homonymes, voir Acid.
Genres dérivés
Melbourne bounce
L'acid techno est un genre de musique électronique, variante de la techno et dérivé de l'acid house et de la New beat, à qui il emprunte le son caractéristique produit par le synthétiseur Roland TB-303.

## Histoire
L'acid techno désigne un style de musique techno apparu à la fin des années 1980, émergeant de la New beat et de l'acid house de Chicago. Ce style musical se caractérise par un usage intensif de lignes de basse produites par le synthétiseur Roland TB-303 et un son moins répétitif que dans la plupart des autres formes de techno. L'américain Woody McBride (DJ ESP), par le biais de labels tels que Communiqué ou Drop Bass Network, a sorti un grand nombre de productions acid, contribuant ainsi au développement de ce style de techno. Les raves londoniennes ont probablement été les premières soirées dans lesquelles cette musique a été jouée en Europe, suivies de la scène allemande. Les Allemands hardfloor et le label hollandais Djax (de Saskia Slegers) sont vite devenus les fers de lance européens de cette musique. Par la suite, un certain nombre d'acteurs de cette scène, souvent originaire du mouvement punk, ont mélangé une attitude contestataire, voire politisée, qui peut être décelée dans le choix des titres et des samples utilisés. Parmi ces labels, il est possible de citer notamment Stay Up Forever, Smitten et Routemaster.
Après son apparition à Londres, l'acid techno s'est rapidement répandu dans le reste de la Grande-Bretagne, touchant ensuite de nombreux pays. Il s'agit toutefois d'un style restant particulièrement underground, très largement associé aux raves et aux free parties. Une partie de la scène a donné naissance à un son plus dur, plus agressif, nommé hard acid ou acidcore. Au fil du temps, le son de l'acid techno a évolué depuis une domination de l'usage du TB-303 vers plus de variété, tout en conservant son caractère tourné vers le « dancefloor », ses influences britanniques et son absence de prétention. Des labels tels que smitten, stay up forever, Hydraulix, Cluster, 4x4 Records, RAW ou Powertools sont représentatifs de cette tendance.

## Artistes notables
- Alien Rain (Milton Bradley)[5]
- Richard Bartz (Acid Scout)
- Aphex Twin[1]
- Paul Birken[1]
- Boston 168[6]
- Ceephax Acid Crew
- Chris Liberator[7]
- Dave Clarke[1]
- Damon Wild
- D.A.V.E. The Drummer
- Dax J[8]
- Thomas Delecroix[9]
- Fred Giannelli
- Hardfloor
- Jon the Dentist (en)
- Benn Jordan
- Last Step[1] (autre alias de Venetian Snares)
- Lawrie Immersion
- Lochi
- Lords of Acid[1]
- Woody McBride (DJ ESP)[3]
- Mike Dred
- Minimum Syndicat[10],[11]
- Mr. Gasmask
- Plastikman (Richie Hawtin)[1]
- Regal[12]
- Robert Armani[13]
- Rob Acid
- Somatic Responses[1]
- Steve Stoll
- The Advent (en)[1]
- The Geezer (Guy McAffer)
- The Micronauts[1]
- Emmanuel Top
- Underground Resistance
- Luke Vibert[1]
- Josh Wink